# Llista Lliure dels Grangers, Classe Mitjana i Treballadors
La Llista Lliure dels Grangers, Classe Mitjana i Treballadors fou un partit polític a Luxemburg.
El partit estava vinculat a la Llista Democràtica, amb Pierre Prüm inclòs en la llista dels dos partits. Va rebre el 4.2% dels vots a les eleccions legislatives luxemburgueses de 1937, guanyant un sol escó. No es va presentar a les eleccions posteriors.